# Onset of Putrefaction
Onset of Putrefaction – debiutancki album studyjny niemieckiej grupy technical death metalowej Necrophagist wydany 14 września 1999 roku przez Relapse Records. 
Większość ścieżek gitar, basu (wyłączając drobne partie nagrane przez byłych członków zespołu – Jochena Bittmanna i Björna Vollmera) i wszystkie wokale zostały nagrane przez Muhammeda Suiçmeza, który zajął się również programowaniem automatu perkusyjnego. Album był trudno osiągalny w sprzedaży, wystąpiły również problemy z uzyskaniem praw do niego, ale w 2004 roku nakładem wytwórni Relapse Records i Willowtip Records ukazała się jego zremasterowana reedycja zawierająca poprawione wersje wszystkich partii instrumentalnych i wokalnych oraz perkusję nagraną zupełnie od początku przez nowego perkusistę Necrophagist – Hannesa Grossmanna.

## Lista utworów
1. „Foul Body Autopsy” – 1:55
2. „To Breathe in a Casket” – 5:43
3. „Mutilate the Stillborn” – 3:45
4. „Intestinal Incubation” – 4:13
5. „Culinary Hyperversity” – 5:06
6. „Advanced Corpse Tumor” – 5:29
7. „Extreme Unction” – 4:48
8. „Fermented Offal Discharge” – 4:42
9. „Dismembered Self-Immolation” (Demo '95)
10. „Pseudopathological Vivisection” (Demo '95)

Utwory 9 i 10 to bonusy na reedycji z 2004 roku

## Twórcy
- Muhammed Suiçmez – wokal, gitara, gitara basowa, automat perkusyjny
- Jochen Bittmann – gitara basowa
- Björn Vollmer – gitara solowa w utworze „Extreme Unction”
- Hannes Grossmann – perkusja na reedycji z 2004 roku